# Neferka
Neferka / Neferkare (Neferkara) lub Nebka / Nebkare (Nebkara) – władca starożytnego Egiptu z III dynastii.
|             |     |     |
| \| \| \| \| |     |     |
|             |     |     |
| N5          | F35 | D28 |

| N5 | F35 | D28 |

|             |     |     |
| \| \| \| \| |     |     |
|             |     |     |
| N5          | F35 | D28 |

| N5 | F35 | D28 |

|             |     |     |
| \| \| \| \| |     |     |
|             |     |     |
| N5          | F35 | D28 |

| N5 | F35 | D28 |

|             |     |     |
| \| \| \| \| |     |     |
|             |     |     |
| N5          | F35 | D28 |

| N5 | F35 | D28 |

Imiona:
- Neferka / Neferkare (Neferkara) – na Liście Królów z Abydos
- Nebka / Nebkare (Neferkara) – na Liście Królów z Sakkary
- Mesochris - u Manetona

## Lata panowania
- 2657-2653 p.n.e. (Kwiatkowski)
- ok. 2690 p.n.e. (Schneider)

Nie ma pewności co do identyfikacji imion Neferka(re) i Nebka(re) z Mesochrisem. Tak naprawdę nie wiadomo, czy był taki władca i ile lat panował. Istniejące koncepcje odnośnie do tej postaci to:
- Neferka(re) / Nebka(re) i Mesochris to ta sama osoba (von Beckerath).
- Mesochris i Sanacht to ta sama osoba (Swelim)
- Niektórzy egiptolodzy w swoich chronologiach w ogóle nie uwzględniają takiego władcy (Tiradritti, De Luca)

Mógł być budowniczym drugiej, północnej, niedokończonej piramidy w Zawijet el-Arian (Grimal).
Miejsca jego pochówku dotąd nie odnaleziono.